# 富川淳子
富川 淳子（とみかわ あつこ、1953年 - ）は、日本の編集者。多くの雑誌の編集長を経て、跡見学園女子大学文学部現代文化表現学科教授となり、ファッションや雑誌文化の研究に取り組んでいる。

## 経歴
中学・高校時代はバレーボール、大学時代にはスキーに打ち込んだ。
上智大学法学部を卒業し、法政大学大学院経営学研究科修士課程を修了した。
フリーライターとして活動した時期を経て、1990年にマガジンハウスに入り、『BRUTUS』副編集長や、『Hanako』、『an・an』の編集長を歴任した。
2003年、ぴあに移り、『Invitation』と『Colorful』の編集長を兼ねた。さらに2006年にはエスクァイア マガジン ジャパンに移り、『エスクァイア日本版』と『Dear』の編集長を兼ね、2008年6月から同社顧問となったが、2009年に退社した。
2009年4月から共立女子大学文芸学部非常勤講師となり、2010年4月から跡見学園女子大学文学部現代文化表現学科教授となった。2018年には客員研究員としてニューヨーク州立ファッション工科大学に滞在した。

## 著書

### 単著
- ファッション誌をひもとく、北樹出版、2015年（改訂版：2017年）

### 構成
- 入江雄三 著、入江雄三エンタメ・ビジネス一代記 その基本は東洋思想が教えてくれた、ぴあ、2014年